# Чемпионат СССР по лыжным гонкам 1952
24-й лично-командный чемпионат СССР по лыжным гонкам проходил в Свердловске с 9 по 15 марта 1952 года. Соревнования проводились по восьми дисциплинам — гонки на 18, 30, 50 км, эстафета 4×10 км, бег патрулей 30 км (мужчины), гонки на 5 и 10 км, эстафета 4х5 км (женщины).

## Медалисты

### Мужчины
|                    | Золото                                                                           | Серебро                                                                      | Бронза                                                                  |
| ------------------ | -------------------------------------------------------------------------------- | ---------------------------------------------------------------------------- | ----------------------------------------------------------------------- |
| Гонка на 18 км     | Матюшенков Валентин «Динамо» Москва                                              | Бутаков Виктор Советская Армия Свердловск                                    | Колчин Павел «Динамо» Московская область                                |
| Гонка на 30 км     | Борин Анатолий Советская Армия Свердловск                                        | Оляшев Владимир Советская Армия Москва                                       | Матюшенков Валентин «Динамо» Москва                                     |
| Гонка на 50 км     | Володин Пётр Советская Армия Москва                                              | Бородин Анатолий Советская Армия Свердловск                                  | Жаворонков Тимофей «Динамо» Москва                                      |
| Эстафета 4х10 км   | Советская Армия Николаев Аркадий Протасов Михаил Терентьев Фёдор Оляшев Владимир | Профсоюзы Баранов Виктор Ерошин Василий Хасаншин Равиль Елаховский Станислав | «Динамо» Семёнов Андрей Кротов Василий Матюшенков Валентин Колчин Павел |
| Бег патрулей 30 км | Советская Армия Володин Пётр Борин Анатолий Бутаков Виктор Коротков Евгений      | Советская Армия Храмцов Александр Соболев Николай Шиганов Павел Лилле Альмар | «Динамо» Смирнов Василий Жаворонков Тимофей Чернев Герман Морозов Пётр  |

### Женщины
|                 | Золото                                                                         | Серебро                                                                   | Бронза                                                                     |
| --------------- | ------------------------------------------------------------------------------ | ------------------------------------------------------------------------- | -------------------------------------------------------------------------- |
| Гонка на 5 км   | Ярмоленко Ульяна Профсоюзы Ярославль                                           | Царева Валентина Профсоюзы Ленинград                                      | Ватина Любовь Профсоюзы Ленинград                                          |
| Гонка на 10 км  | Ватина Любовь Профсоюзы Ленинград Царева Валентина Профсоюзы Ленинград         |                                                                           | Плотникова Анастасия Профсоюзы Свердловск                                  |
| Эстафета 4х5 км | Профсоюзы Ватина Любовь Плотникова Анастасия Царева Валентина Ярмоленко Ульяна | Профсоюзы Нургаева Радья Попова Маргарита Клейменова Евгения Болотова Зоя | «Спартак» Каткова Лилия Сушина Софья Архипова Евдокия Малофеева Александра |